# Església de Sant Joan (Tartu)
La Església de Sant Joan de Tartu —en estonià: «Jaani kirik», en alemany: «St. Johanniskirche zu Dorpat»— és una església luterana d'estil gòtic en maó, i un dels monuments més emblemàtics de la ciutat de Tartu, a Estònia. Està dedicada a Sant Joan Baptista.

## Història
Inicialment, l'Església de Sant Joan va ser una església catòlica, ja que les parts més antigues de l'edifici actual daten del Segle XIV. Abans d'això, ja existia un temple al mateix lloc almenys des de la primera meitat del Segle XIII. Les investigacions arqueològiques suggereixen que podria haver hagut una església de fusta en aquest lloc ja al Segle XII. Això resulta especialment notable, atès que la cristianització nacional va tenir lloc força temps després.
L'edifici de maó vermell ha experimentat nombrosos canvis al llarg de la seva història, sent reconstruït en gran part després de la Gran Guerra del Nord i després de la Segona Guerra Mundial. El 1746 i el 1769 es van afegir capelles d'estil barroc. Actualment, l'església forma part de l'Església Evangèlica Luterana d'Estònia.
El Gran Incendi de Tartu va començar prop de l'església el 1775, però tant el temple com la propera Casa d'Uppsala es van salvar de les flames, que van destruir prop de dues-centes vivendes.
A finals del Segle XIX, l'església oferia educació primària. L'actriu Amalie Konsa va rebre allà la seva única formació escolar.

## Descripció
El tret més destacat de l'Església de Sant Joan és el seu impressionant conjunt de figures de terracota que decoren l'exterior de l'edifici. Originalment, hi havia més de mil figures fetes a mà, totes diferents entre si; actualment, se'n conserven unes 200. La gran quantitat de figures individuals ha donat lloc a la hipòtesi que podrien haver estat modelades a partir de ciutadans de Tartu; tanmateix, algunes porten corones, cosa que suggereix que podrien representar altres persones.
Des de 1999, l'església compta amb dues campanes noves, anomenades Peetrus i Paulus, en honor als dos sants patrons de la ciutat: Sant Pere i Sant Pau, respectivament.

### Congregació
Actualment, l'església és utilitzada per la Congregació Universitat de Tartu - Sant Joan —en estonià: Tartu Ülikooli-Jaani kogudus—. Fins a l'any 2001, la Congregació de la Universitat de Tartu i la Congregació de Sant Joan de Tartu funcionaven per separat.

## Galeria

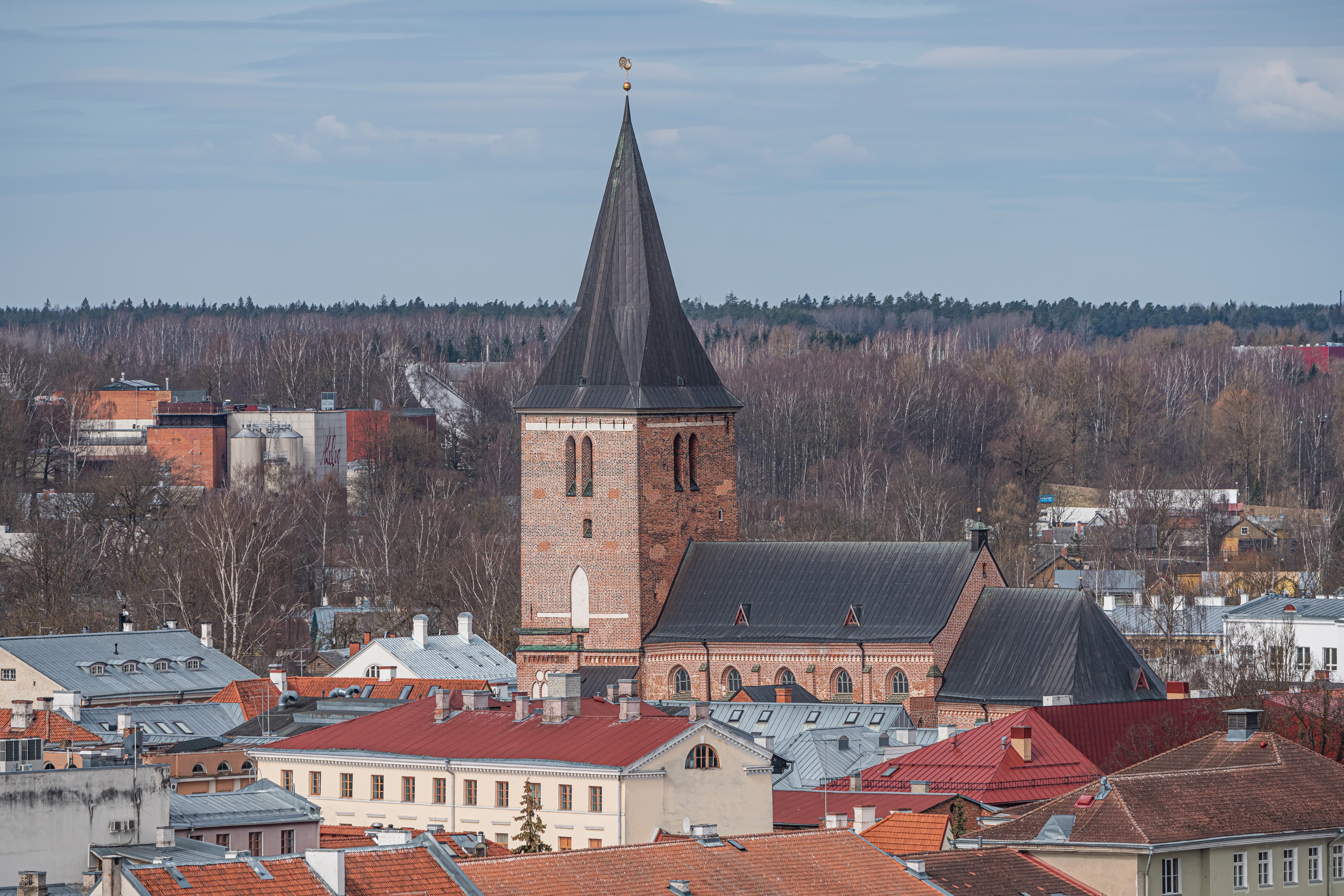
Vista remota de l'església des de la Torre Emajõe.
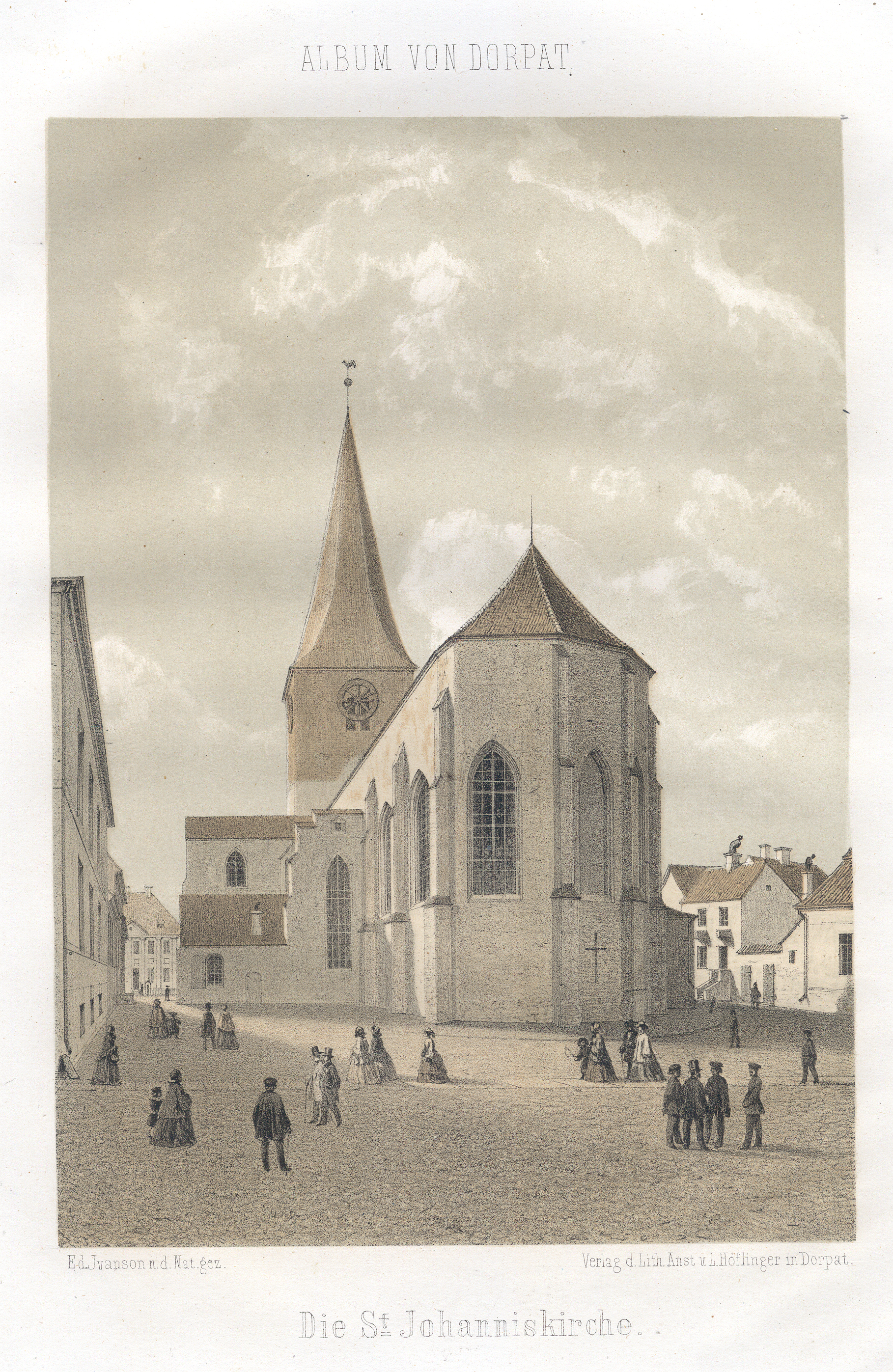
Església de Sant Joan el 1860 per Louis Höflinger.
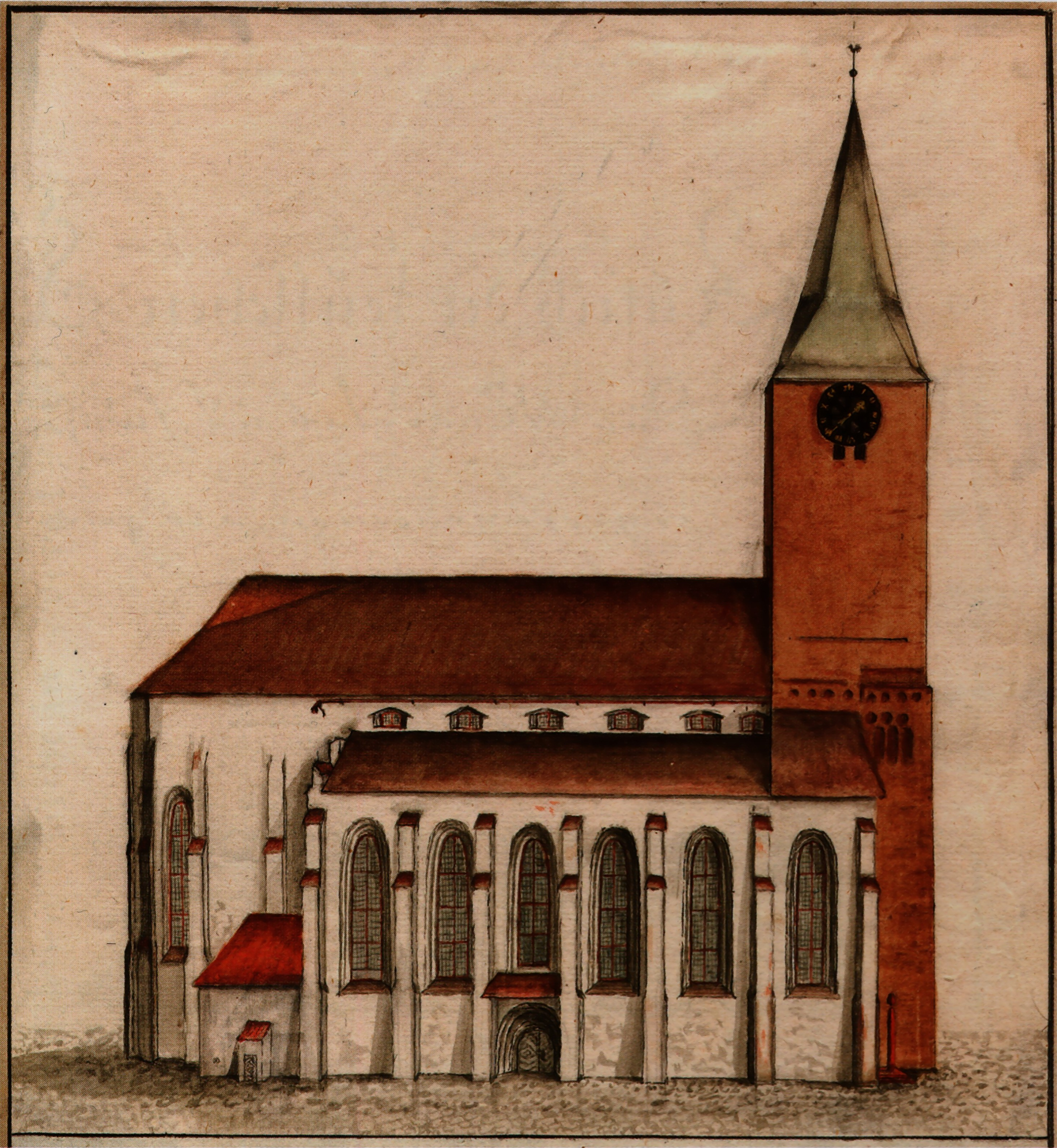
L'església el 1794.
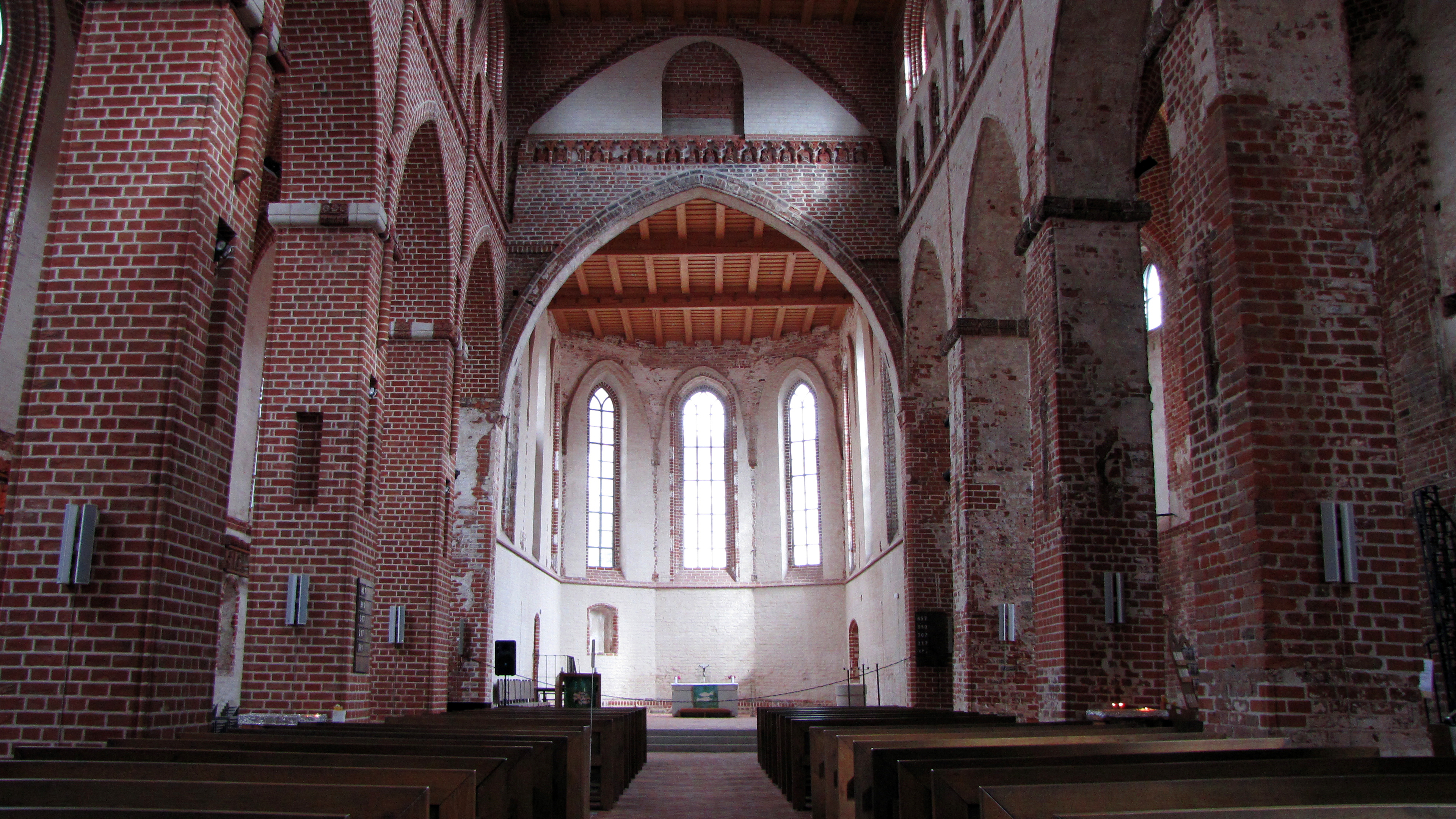
Vista interior.
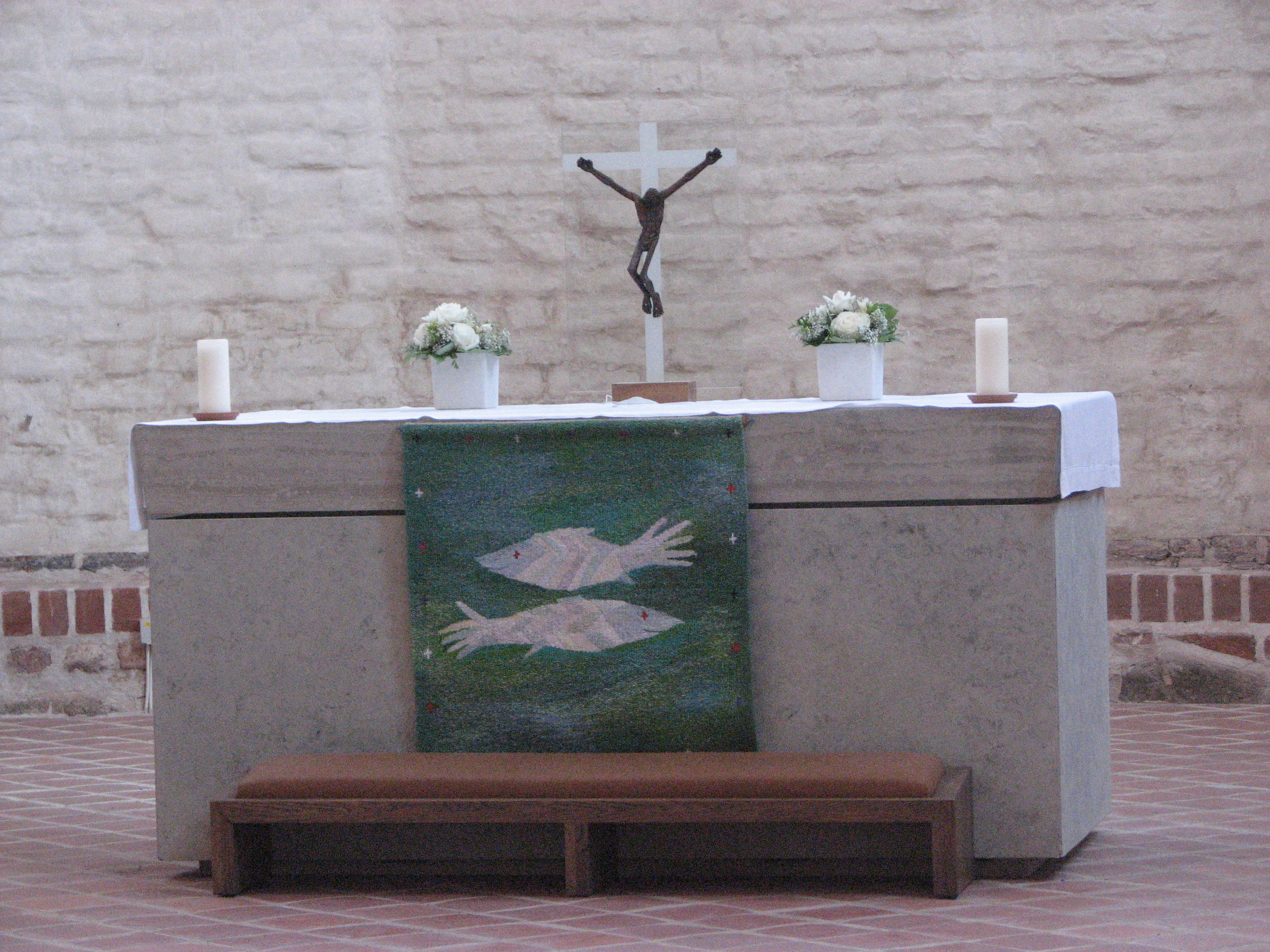
Altar.
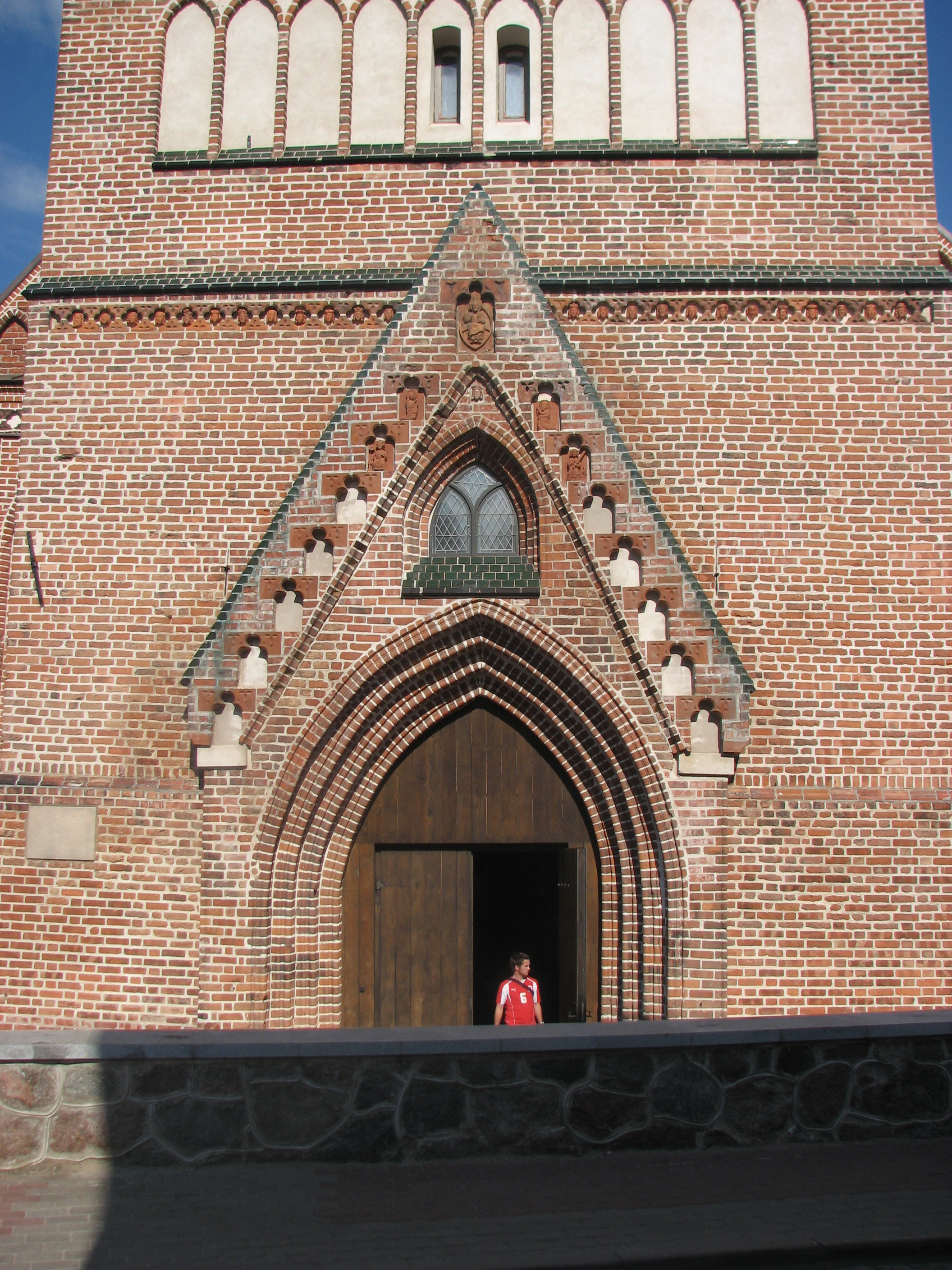
Entrada.